# Hellcats of the Navy
Hellcats of the Navy is een Amerikaanse zwart-witfilm uit 1957. De film speelt tijdens de laatste fase van de Tweede Wereldoorlog, tijdens de duikbootoorlog tegen Japan. De "Hellcats" (duikboten) van de U.S. Navy moeten de oorlog verplaatsen naar de zee rond Japan. 
De film geniet enige roem als de enige film waarin Ronald Reagan en zijn echtgenote Nancy samen acteren. Daarnaast vertolkt ook admiraal Chester W. Nimitz persoonlijk de introductie. 
Het thema van de film is leiderschap en het afwegen van risico's. Ronald Reagan speelt de ervaren duikbootkapitein die in moeilijke situaties moeilijke beslissingen neemt. Hij krijgt daarbij felle kritiek van zijn tweede man, die echter gaandeweg inbindt en aan het einde van de film klaar is om zelf aangesteld te worden als kapitein van een duikboot. 
Nancy speelt een verpleegster die enigszins vervreemd was geraakt van haar duikbootkapitein, maar die zich aan het einde van de film opmaakt hem te trouwen.

## Rolverdeling
| Acteur           | Personage              |
| ---------------- | ---------------------- |
| Ronald Reagan    | Commander Casey Abbott |
| Nancy Davis      | Nurse Lt. Helen Blair  |
| Arthur Franz     | Lt. Cmdr. Don Landon   |
| Robert Arthur    | Freddy Warren          |
| William Leslie   | Lt. Paul Prentice      |
| William Phillips | Carroll                |
| Harry Lauter     | Lt. Wes Barton         |
| Michael Garth    | Lt. Charlie            |
| Joseph Turkel    | Chick                  |
| Don Keefer       | Jug                    |